# Herbert Kordfunke
Herbert Kordfunke (* 30. April 1921; † in Bielefeld) war ein deutscher Fußballspieler.

## Werdegang
Kordfunke begann seine Karriere im Alter von zehn Jahren in der Schülermannschaft von Arminia Bielefeld. Im Jahre 1938 kam er unter kuriosen Umständen zu seinem Debüt in der ersten Mannschaft, die seinerzeit ein Freundschaftsspiel gegen Sparta Prag austrug. Zwei Stammspieler wurden kurz vor dem Spiel zur Reichswehr eingezogen, so dass der damals 17-jährige Kordfunke, der sich unter den Zuschauern befand, aufs Feld beordert wurde. Während des Zweiten Weltkriegs kam er an die Ostfront und erlitt in Russland einen Schuss in die Lunge.
Nach Kriegsende kehrte Kordfunke nach Bielefeld zurück und schaffte mit der Arminia 1949 den Aufstieg in die seinerzeit erstklassige Oberliga West. Nach nur einem Jahr folgte der Abstieg in die II. Division West, aus der die Arminia 1954 auch abstieg. Zwischen 1949 und 1954 absolvierte der Rechtsaußen Kordfunke 134 Meisterschaftsspiele für die Arminia und erzielte dabei 16 Tore und erwarb sich in der Bielefelder Fußballjugend den Ruf eines Idols.
Im Jahre 1955 wechselte Kordfunke zu Arminias Lokalrivalen VfB 03 Bielefeld. Dieser Wechsel sorgte für großes Aufsehen und Kordfunke wurde als Verräter beschimpft. Drei Jahre spielte Herbert Kordfunke noch für die „Hüpker“ vom VfB 03, ehe er 1958 seine Karriere beendete.